# Jenner (cráter)

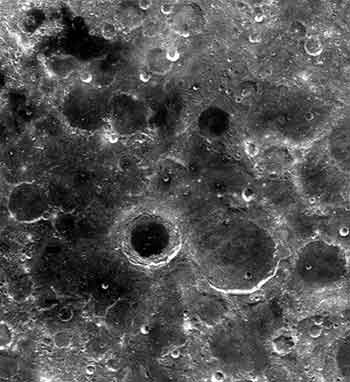
Imagen del Mare Australe, con Jenner en el centro.

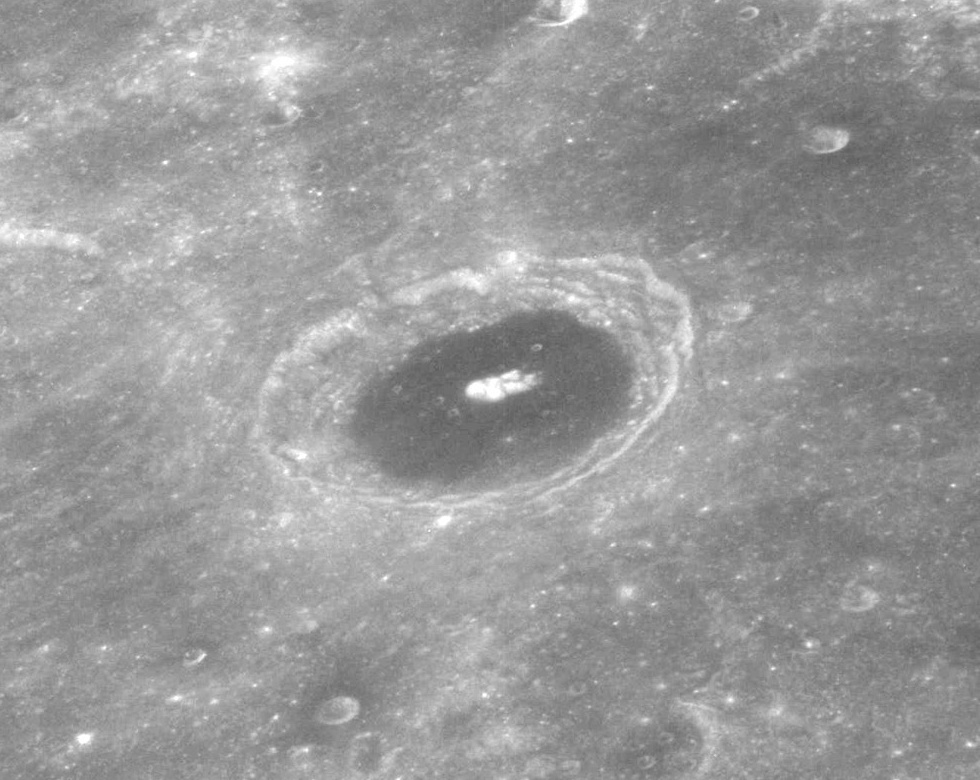
Fotografía de la misión Apolo 8

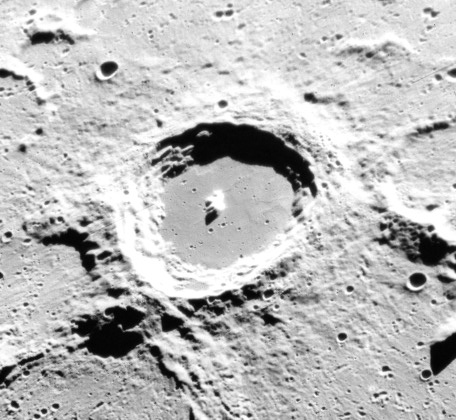
Fotografía de la misión Apolo 15

Jenner es un cráter de impacto lunar que se encuentra dentro del Mare Australe, justo después del terminador suroriental, en la cara oculta de la Luna, por lo que se puede ver desde la Tierra durante los períodos de libración y de iluminación favorables. Al este, casi unido al borde exterior de Jenner se halla el cráter de mayor tamaño inundado de lava Lamb.
|  |  |

Se trata de un cráter casi circular con un borde afilado pero algo irregular que no se ha erosionado significativamente. Presenta algunos aterrazamientos, particularmente en las paredes interiores del suroeste, y en el borde sureste. El suelo interior ha sido inundado por lava basáltica, dejando un interior nivelado y oscuro. No hay roturas en el borde exterior donde la lava podría haber entrado en el cráter, por lo que fue presumiblemente inundado desde abajo. El suelo está marcado solo por unos pequeños cráteres. Alrededor de Jenner aparecen unas rampas de materiales eyectados que se extienden por más de medio diámetro del cráter en algunas direcciones.

## Cráteres satélite
Por convención estos elementos son identificados en los mapas lunares poniendo la letra en el lado del punto medio del cráter que está más cercano a Jenner.
|        | \| Jenner \| Coordenadas \| Diámetro \| \| ------ \| ------------------------------- \| -------- \| \| M \| 45°51′S 95°41′E / -45.85, 95.69 \| 11 km \| \| X \| 37°19′S 93°50′E / -37.32, 93.83 \| 12 km \| \| Y \| 38°30′S 94°46′E / -38.50, 94.77 \| 31 km \| |          |
| Jenner | Coordenadas | Diámetro |
| M      | 45°51′S 95°41′E / -45.85, 95.69 | 11 km    |
| X      | 37°19′S 93°50′E / -37.32, 93.83 | 12 km    |
| Y      | 38°30′S 94°46′E / -38.50, 94.77 | 31 km    |